# Italské království
Italské království (italsky Regno d'Italia) bylo evropským státem vzniklým v roce 1861 sjednocením Itálie pod vládou savojské dynastie, jediného královského rodu italského původu, která vládla v jednom z italských států, Sardinském království. Italské království bylo prvním sjednoceným italským státem, který se rozkládal po celém Apeninském poloostrově od dob Římské říše.
Jako označení pro italský stát během Mussoliniho vlády se vžilo fašistická Itálie. Fašistická Itálie byla spojencem Třetí říše ve druhé světové válce až do roku 1943. Na zbývající dva roky války a poté, co byl Benito Mussolini sesazen a fašistická strana zakázána, se Italské království přidalo na stranu Spojenců. Zbytek italského území na severu, který byl stále pod kontrolou fašistů se stal německou loutkou jako Italská sociální republika vedená Mussolinim. Krátce po skončení druhé světové války, v roce 1946 přívrženci republiky vyvolali referendum, zda má Itálie zůstat monarchií, či se stát republikou. Italové se v referendu vyslovili pro zrušení monarchie a nastolení Italské republiky, kterou je Itálie dodnes.

## Rozsah území

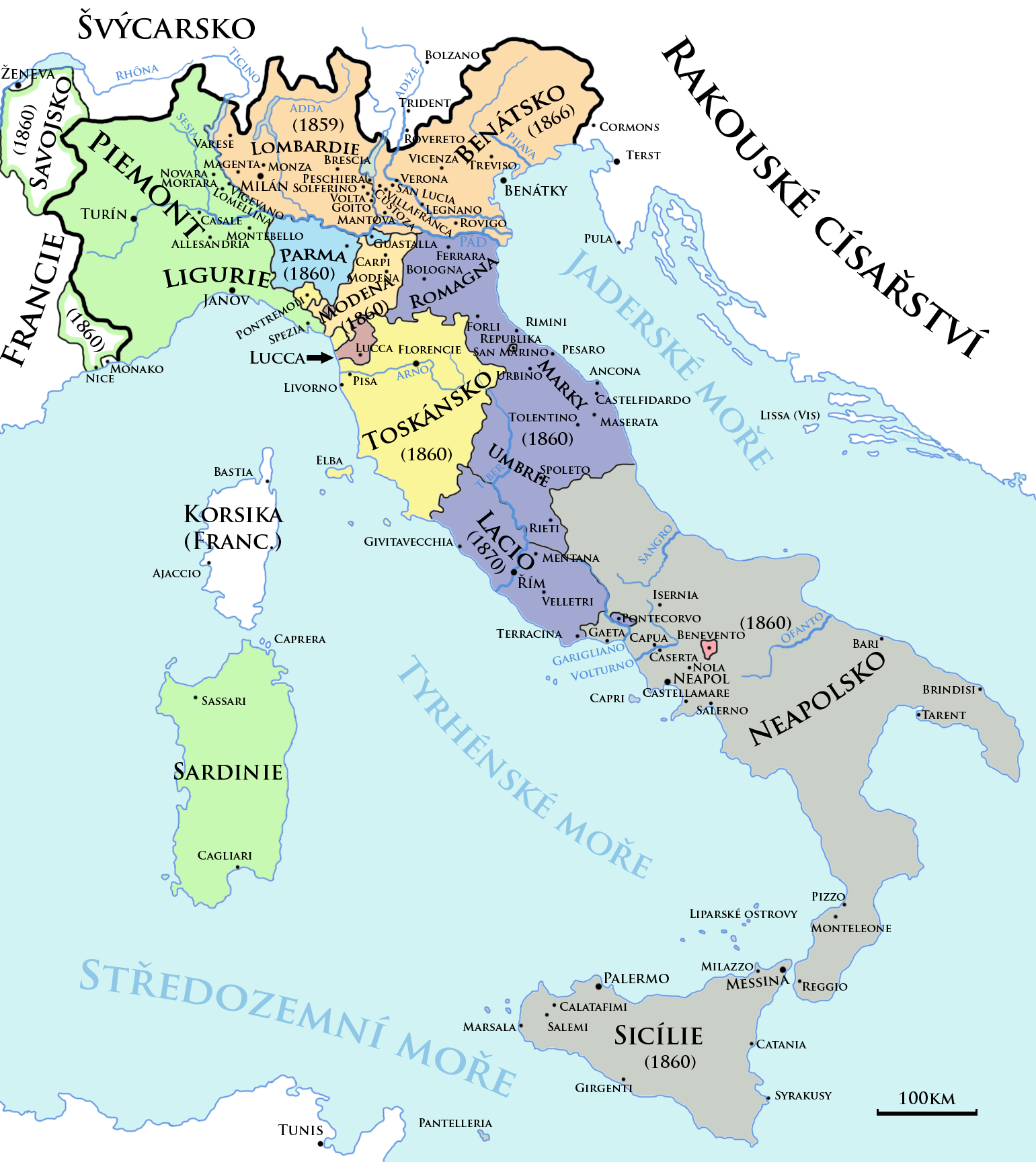
Sjednocování Itálie v letech 1815 až 1870 (v závorce u každé země jsou uvedena data připojení, případně odstoupení):
Sardinské království (roku 1861 přeměněno na Italské království)
Parmské vévodství
Papežský stát
Lombardsko-benátské království (pod rakouskou nadvládou)
Modenské vévodství
Toskánské velkovévodství
Království obojí Sicílie
Vévodství Lucca (od roku 1847 součást Toskánska)
Beneventské vévodství
odstoupeno Francii

Italské království si nárokovalo celé území dnešní Itálie. Územní vývoj nového státu postupoval během sjednocování Itálie až do roku 1870. Království poté dlouhou dobu neovládalo města jako Terst či Trentino-Alto Adige, která jsou dnes součástí Italské republiky a která se k Itálii připojila roku 1919. Po přijetí Versailleské smlouvy a smlouvy ze Saint-Germain byly k Itálii připojeny Gorizia, Terst a Istrie (dnes součástí Chorvatska a Slovinska) a malé části dnešního Chorvatska, stejně jako nepatrná část dnešní chorvatské Dalmácie. Během druhé světové války Italové připojili další části Dalmácie a Slovinska. Po druhé světové válce byly vymezeny dnešní hranice Itálie, která si již nenárokuje území, které ovládalo Italské království.

### Kolonie
Itálie, podobně jako mnohé další evropské velmoci, vlastnila koloniální území, protektoráty a závislé státy. V roce 1936 italská armáda vtrhla z Italského Somálska do Etiopského císařství, kde byla zřízena kolonie Italská východní Afrika, kterou během druhé světové války dobyli Britové. Italové dále okupovali Albánii, Řecko, srbskou provincii Kosovo a Černou Horu a nepatrné území Tchien-ťinu v Číně. V Chorvatsku nacistické Německo a Itálie zřídili loutkovou vládu.

## Vláda
Italské království bylo podle ústavy konstituční monarchií. Avšak v letech 1925 až 1943 bylo prakticky fašistickou diktaturou. Výkonná moc náležela králi, ačkoliv přímo ji vykonávali jmenovaní ministři. Parlament, který se skládal ze dvou komor, omezoval panovníkovu moc – jmenovaný Senát a volená Sněmovna zástupců. V roce 1928 se stala vrcholným orgánem státu Velká fašistická rada, coby orgán nadřazený formálně jak vládě tak parlamentu, a Sněmovna zástupců byla v roce 1939 nahrazena Komorou svazů a korporací, založenou na principu korporativismu a reprezentace různých oblastí ekonomiky, nikoliv územního zastoupení veřejnosti.
První volby po pádu fašistického režimu se konaly v roce 1946 do ústavodárného shromáždění, na základě systému poměrného zastoupení, spolu s referendem, na jehož základě se Itálie těsnou většinou stala republikou. Nový král, Umberto II., který slíbil, že bude výsledek hlasování respektovat, se pak své funkce skutečně vzdal. Ve svém abdikačním projevu vyzval italský národ k loajalitě vůči nové vládě a zemi natrvalo opustil.

### Italští králové
Králové, kteří vládli v Itálii v letech 1861–1946 pocházeli ze savojské dynastie a byli to:
- 1861–1878 Viktor Emanuel II. – bývalý sardinský král a první král sjednocené Itálie.
- 1878–1900 Umberto I. – přivedl Itálii do aliance s Německem a Rakouskem-Uherskem (tzv. Trojspolek).
- 1900–1946 Viktor Emanuel III. – král Itálie během první a druhé světové války.
- 1946 Umberto II. – poslední italský král, který pod tlakem lidového referenda odešel do švýcarského exilu.

## Historie

### Sjednocení Itálie (1859–1870)

Hrabě Camillo Cavour, první italský ministerský předseda

Vyhlášení Italského království bylo výsledkem společného úsilí italských nacionalistů a monarchistů loajálních k savojské dynastii a myšlence na vybudování sjednoceného království zahrnující celý Apeninský poloostrov.
Po revolučním roku 1848 se vůdcem italských hnutí usilujících o sjednocení stal italský nacionalista Giuseppe Garibaldi. Tento charismatický vůdce byl velmi oblíbený v jižní Itálii i ve světě a proslul také svými až extrémně oddanými přívrženci. Garibaldi vedl v jižní Itálii hnutí republikánů, kdežto více na severu v Piemontu, který patřil pod sardinskou korunu, ale de facto byl nezávislým, měl hrabě Camillo Cavour také ambice vytvořit jednotný italský stát.
V roce 1859 Sardinsko-piemontské království spolu s francouzským císařem Napoleonem III. porazilo Rakousko a připojilo oblast Lombardie, ale ještě ne Benátska. Království poté uzavřelo důležitá spojenectví s Británií a Francií, která jí dopomohla zvýšit šance na úspěšné sjednocení italských států. Po boku svých spojenců se Sardinie angažovala v Krymské válce. Sardinské království bylo zcela závislé na francouzské ochraně a v roce 1860 bylo donuceno za záruku bezpečnosti odstoupit některá území Francii.
Hrabě Cavour poté odjel vyzvat jihoitalská republikánská osvobozenecká hnutí, organizovaná Garibaldim, aby rozpoutali lidovou vzpouru v papežském státě. Hrabě pak využil vzpoury jako záminky k invazi do papežských zemí a třebaže tento krok vyvolal pobouření u katolíků, kterým Cavour tvrdil, že invaze je v zájmu katolické církve a její ochrany před protináboženským republikánem Garibaldim. Sardinská i Garibaldiho vojska poté odňala Papežskému státu rozsáhlá území a pouze Řím a jeho bezprostřední okolí zůstaly pod kontrolou papeže Pia IX. Navzdory názorovým rozdílům Cavour souhlasil s připojením Garibaldiho jižní Itálie k Sardinskému království a vytvořením unie. Následně 18. února 1861 hrabě Camilo Cavour vyhlásil zřízení Italského království, skládajícího se ze severní i jižní Itálie. Král Viktor Emanuel II. Piemontsko-sardinský ze Savojské dynastie byl prohlášen italským králem. Tento titul nebyl užíván od abdikace francouzského císaře Napoleona I. 6. dubna 1814.

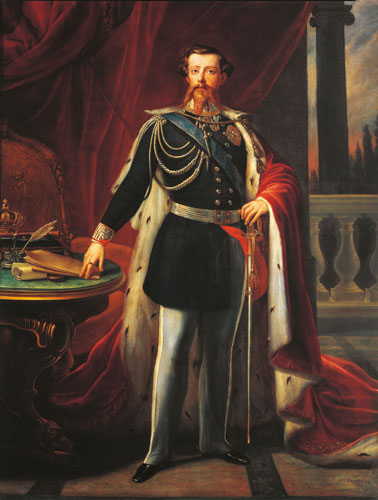
Viktor Emanuel II., první král sjednocené Itálie

Vzápětí po sjednocení většiny Apeninu pod jednotný italský stát přerostlo napětí mezi republikány a royalisty v otevřený konflikt. V dubnu 1861 Garibaldi vstoupil do italského parlamentu a obvinil Cavourovu vládu z rozdělení Itálie s tím, že hrozí vypuknutí občanské války mezi královstvím v severní Itálii a Garibaldiho armádou na jihu. 6. června 1861 však ministerský předseda hrabě Cavour zemřel. Následovalo období politické nestability, během nějž Garibaldi a jeho republikáni začali stále více prosazovat svůj vliv. Garibaldiho zatčení následujícího roku rozvířilo v celém světe bouřlivé diskuse.
V roce 1866 nabídl pruský kancléř Otto von Bismarck italskému králi Viktoru Emanuelovi II. spojenectví Pruského království proti Rakousku v prusko-rakouské válce. Za jeho vojenskou pomoc nabídl Bismarck králi (v případě úspěchu v prusko-rakouské válce) připojení Rakouskem kontrolovaných Benátek k Italskému království. Viktor Emanuel s aliancí souhlasil, a tak začala třetí italská válka za nezávislost. Italská armáda si však po vojenské stránce vedla špatně a žádného velkého úspěchu nedosáhla. Nicméně pruské vítězství ve válce zajistilo zařazení Itálie mezi vítězné strany a nad Benátkami zavlála italská vlajka. Poslední velkou překážkou ke sjednocení celé Itálie tak už zůstával jen samotný Řím.
V roce 1870 vstoupilo Pruské království do války s Francií. Francie na válku s Pruskem potřebovala každou zálohu, kterou mohla postavit do boje, a proto odvolala francouzskou posádku z Říma. Italové opět těžili z pruského vítězství nad Francií a převzali kontrolu na Římem i celým Papežským státem, který byl až dosud pod ochranou císaře Napoleona III. Italské sjednocení bylo úplné a krátce nato se hlavní město Italského království přestěhovalo do Říma.

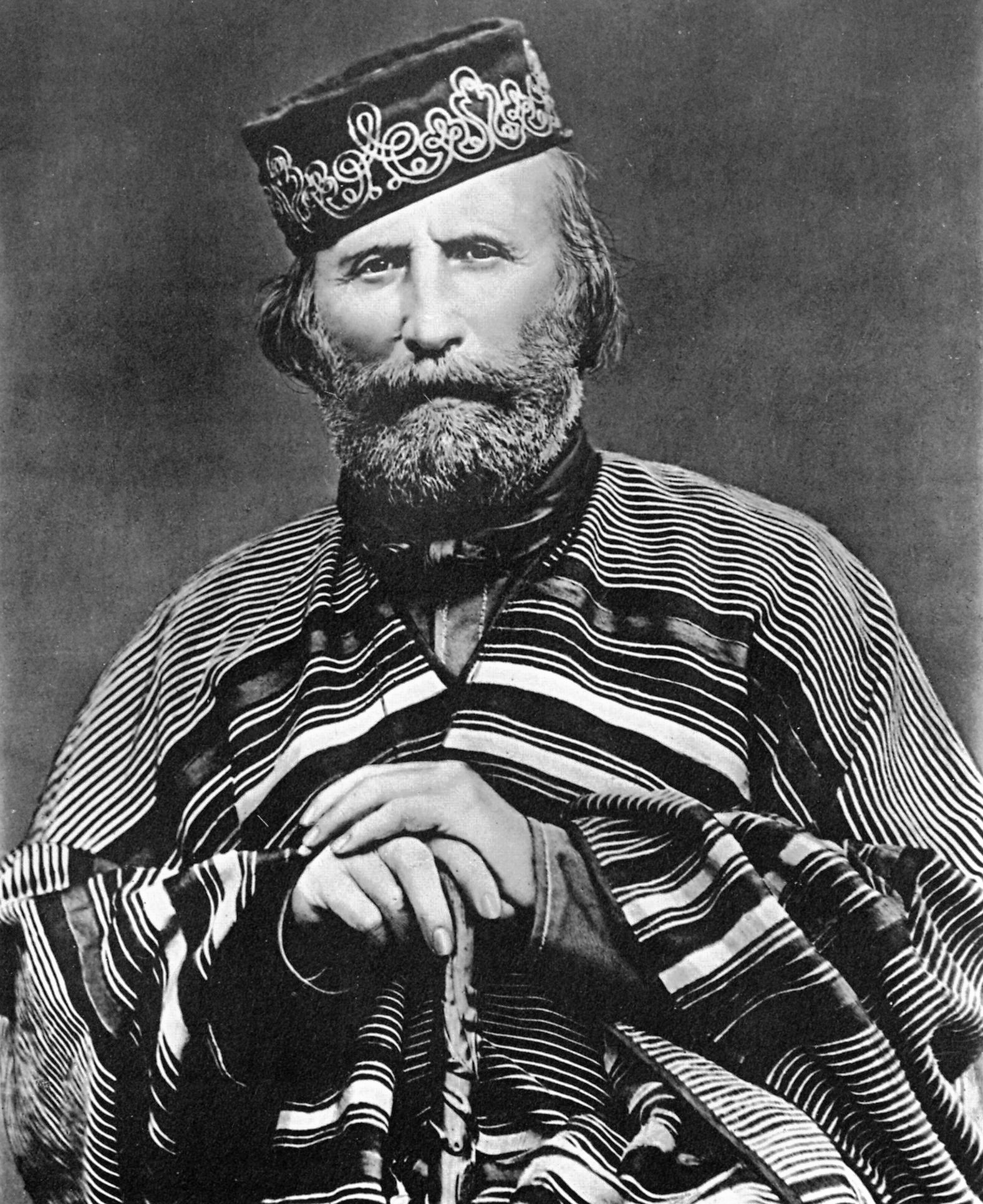
Giuseppe Garibaldi, vůdce republikánského hnutí za nezávislost

Ekonomická situace nového království byla žalostná: Itálie byla méně industrializovaná než západní Evropa. Zejména v jižní Itálii byla značná chudoba, vysoká negramotnost (78 % populace) a pouze několik procent italských občanů mělo volební právo. Hnutí za sjednocení Itálie byla před sjednocením velkou měrou závislá na zahraniční pomoci a zůstala závislá i po vzniku Italského království.
Po obsazení Říma Italy zůstaly vztahy mezi Vatikánem a Italským královstvím chladné dalších šedesát let, během nichž se papežové pokládali za „vatikánské vězně“. Římskokatolická církev protestovala proti zásahům italské vlády, odmítala jednat s emisary italského krále a nabádala katolíky, aby bojkotovali italské volby. Církev se takto chovala až do roku 1929, kdy byly obnoveny korektní vztahy mezi italskou vládou a Svatým stolcem.

### Liberální éra

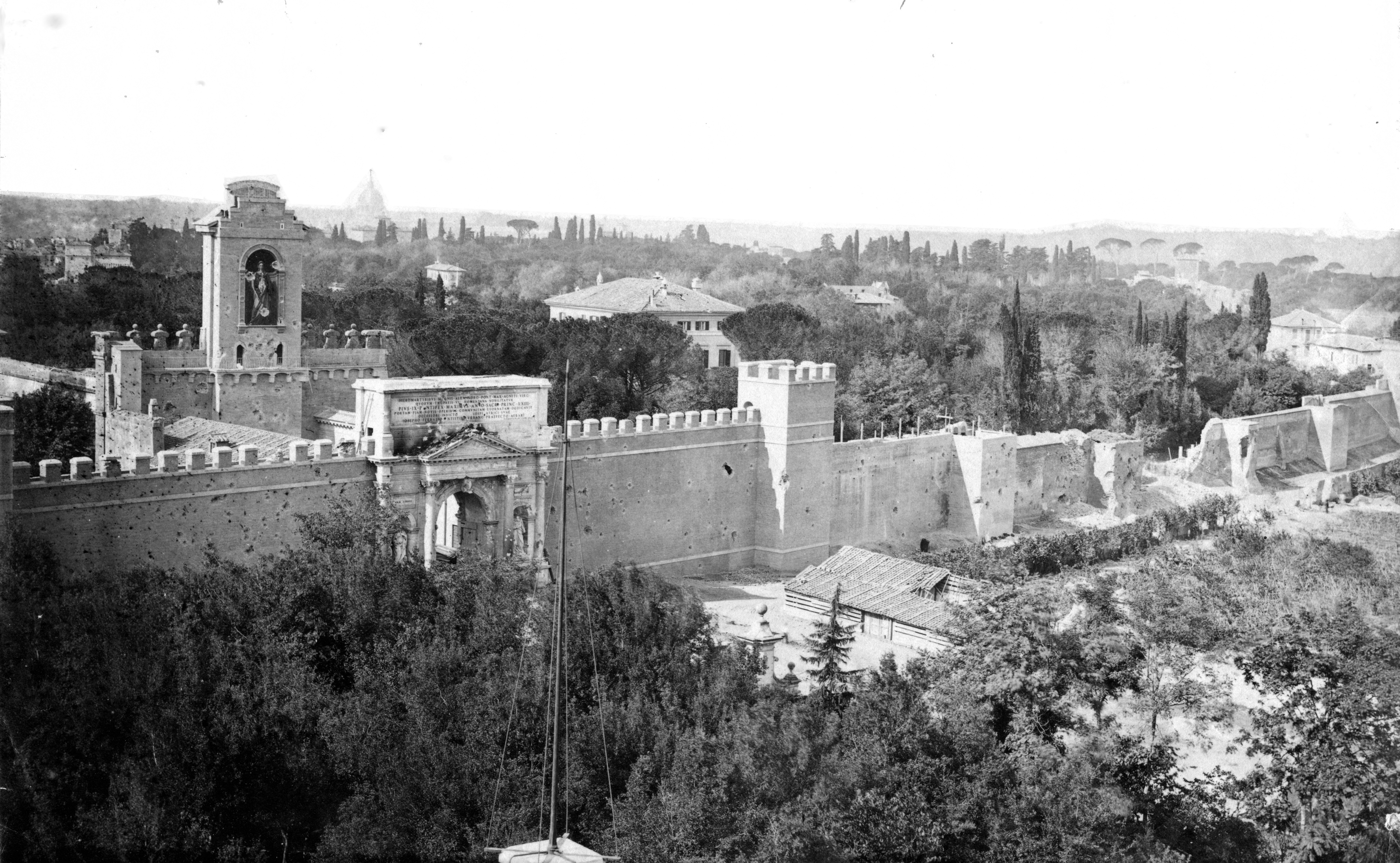
Poškození brány Porta Pia (vpravo) během obsazení Říma Italským královstvím, 1870

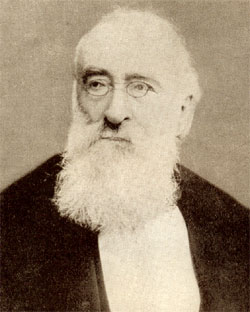
Agostino Depretis

Po sjednocení Království se italská politika ubírala směrem k sociálnímu liberalismu. Pravice byla regionálně rozdrobena, což bylo dědictví po samostatných italských státech, ze kterých Italské království vzniklo. Velkou část v parlamentu obsadili také příznivci tzv. mladé levice. Šlo o volný svazek politických směrů, které zastupovaly své volební obvody z různých částí země. Mladá levice měla velmi rezervovaný postoj k reformám (např. povinná školní docházka, rozšíření volebního práva), zato důrazně požadovala snížení daní a větší státní finanční injekce pro zaostalé jižní oblasti Itálie. Ve volbách roku 1874 měla silné zastoupení v parlamentu, nebyla však dostatečně silná na sestavení vlády. Konzervativní ministerský předseda Marco Minghetti se držel u moci pouze díky podpoře revolucionářů a části levicových politiků (například v otázce zestátnění železnic), což utišovalo mladou levici. V roce 1876 ale Minghettiho vláda padla a po ne příliš regulérních volbách, která byly nejspíše zmanipulovány, se do čela země dostal levicový politik Agostino Depretis, s jehož příchodem nastala dlouhá éra socialismu v Itálii. Éra socialismu se vyznačovala korupcí, politickou nestabilitou, vzrůstající chudobou v jižní Itálii a užívání autoritářských prostředků italskou vládou.
Agostino Depretis započal svou kariéru ministerského předsedy vytvořením experimentální myšlenky zvané Trasformismo (Trasformismus). Teorií trasformismu bylo, že by vláda měla v zájmu zachování zajištění parlamentní většiny vyjednání podpory opozice, a případné uzavření vládní koalice, a kupování hlasů poslanců z menších stran a nepříliš vlivných stran. Díky kombinaci těchto metod se v praxi stal trasformismus zkorumpovaným a autoritářským režimem, kdy Depretis často sám vytvářel vládní krize, aby dosáhl přeskupení sil a rovnováhy ve vládnoucí klice. Agostino Depretis věřil, že vládou tvrdé ruky si zajistí podporu italského jihu. Během své vlády zavedl mnohá diktátorská opatření, jako například zákaz veřejných shromáždění, umisťování „nebezpečných“ lidí do interních vyhnanství na ostrovy kolem Itálie a osvojení vojenského režimu. Depretisova vláda ale na druhou stranu zaváděla reformní legislativu, jako rušení zatýkání pro dluhy, zavedení povinného, volně dostupného základního vzdělání, zatímco povinná výuka náboženství na základních školách byla zrušena.
V roce 1887 se ministerským předsedou stal Francesco Crispi, který se více zaměřil na budování zahraniční politiky. Crispiho snažení sledovalo cíl vytvořit z Itálie světovou velmoc, prostřednictvím zvětšení vojenské síly země a využíváním armády k rozšiřování italského vlivu. V zahraničních vztazích se italská diplomacie snažila o přátelské vztahy s Anglií, zato však k Francii byly vztahy chladné a Itálie se začala více orientovat na přátelské vztahy s Německým a Rakouským císařstvím, se kterými uzavřela pakt známý jako Trojspolek. Zatímco se Italské království vyvíjelo po zahraničně politické stránce, domácí politika pokračovala v praktikování trasformismu, který se udržel i po smrti premiéra Depretise, a autoritářské politiky, využívajíce stanného práva k potlačování opozice. Navzdory tuhému režimu premiér Crispi prosadil řadu reformních liberálních změn, jako například Zákon o veřejném zdraví v roce 1888 či zřízení tribunálu pro nápravu křivd ze strany vlády.

#### Zemědělská krize a emigrace

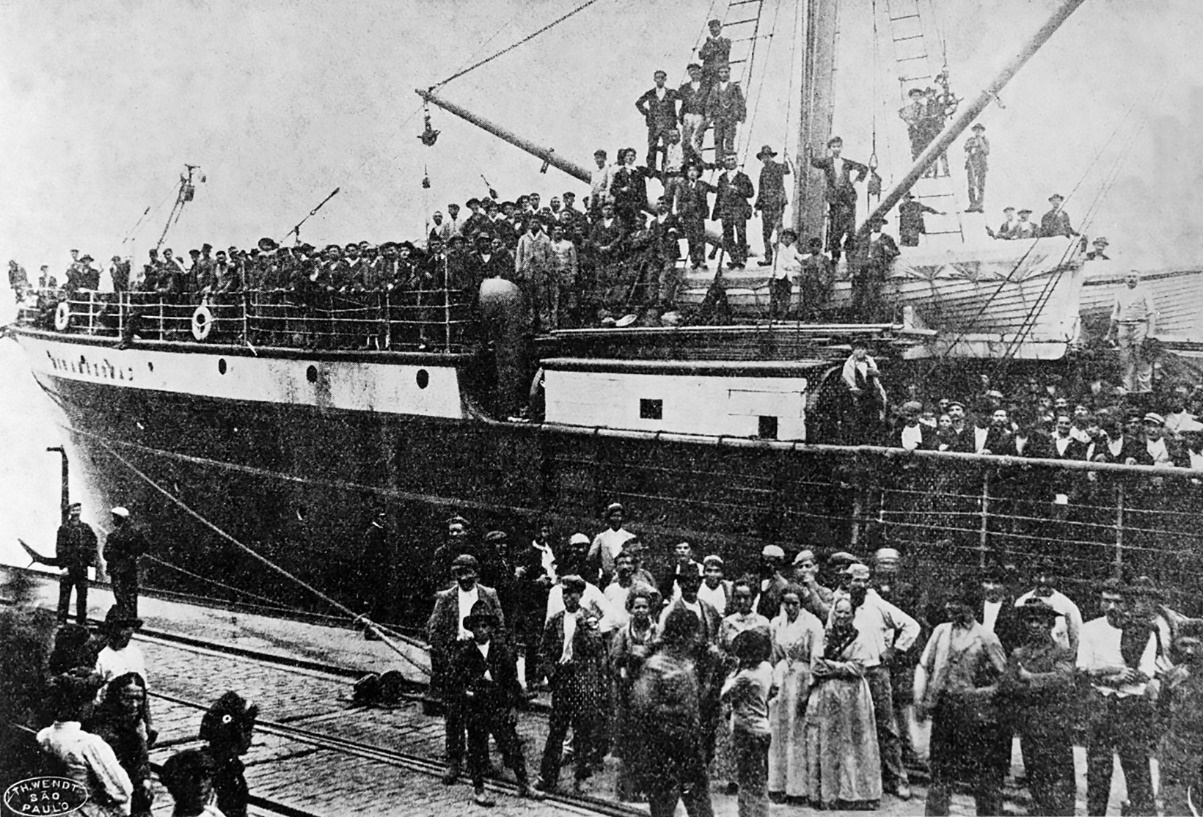
Italští imigranti se vyloďují v brazilském Portu de Santos, 1907

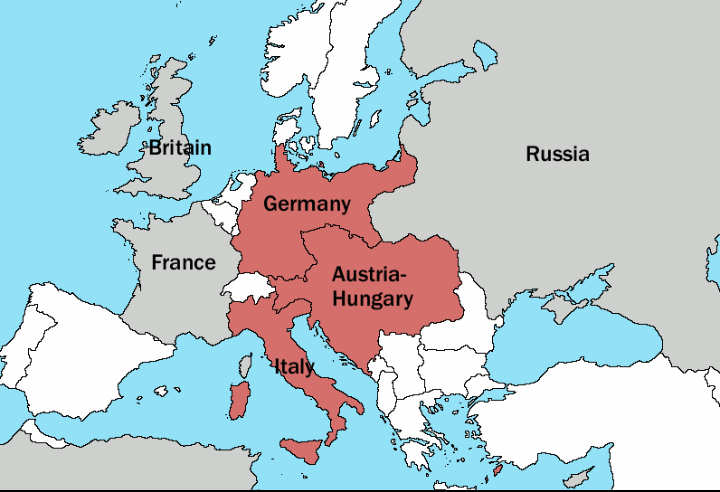
Trojspolek Německa, Rakouska-Uherska a Itálie

Spolu se zahraniční politikou věnovala italská vláda velkou pozornost otázce zemědělství, které bylo od roku 1873 v úpadku. Díky snížení námořních sazeb se do Evropy začalo ve velkém dovážet levné americké obilí, kterému domácí zemědělci mohli jen obtížně konkurovat. Tato zemědělská krize se nevyhnula, kromě Itálie, ani dalším evropským státům. Jak radikální, tak konzervativní proudy v parlamentu se snažily zemědělskou krizi řešit a pozvednout celkově zaostalé italské zemědělství. V témže období byly zveřejněny výsledky parlamentního vyšetřování podmínek života na italském venkově, vedené Stefanem Jacinim. Vyšetřování ukázalo, jak bídné podmínky na venkově panují, že je běžnou situací podvýživa, malárie a pelagra, extrémní chudoba a práce i malých dětí. Výsledky Jaciniho vyšetřování se sice dočkaly ohlasu, ale nikoliv ve formě skutků a práce vyšetřovatelů postupem času vyšuměla do prázdna.
Zemědělská krize a bída obyvatel s ní spojená měla za následek masovou emigraci. Emigranti z italského jihu odcházeli jako dělníci do USA, či jako zemědělci do Jižní Ameriky. Italové ze severu spíše odcházeli za lepším životem do Německa, Francie a Švýcarska. V letech 1889–1890 každoročně opustilo Itálii kolem 222 000 lidí, celkově do roku 1901 emigrovalo na 2 000 000 Italů.
Italská vláda se nemohla, díky Depretisově marnotratné vládě, která Itálii zanechala velmi zadluženou, efektivně vypořádat s tíživou situací. Jako jediné italské odvětví si v zemědělské krizi polepšilo vinařství, které zvýšilo svou produkci a vývoz, protože francouzské vinice byly v té době napadeny révokazem. V roce 1888 se francouzské vinařství zotavilo a získalo zpět své pozice na trhu. V Itálii oslabení vinařství mělo za následek velké propouštění a krachování podniků.

#### Koloniální expanze

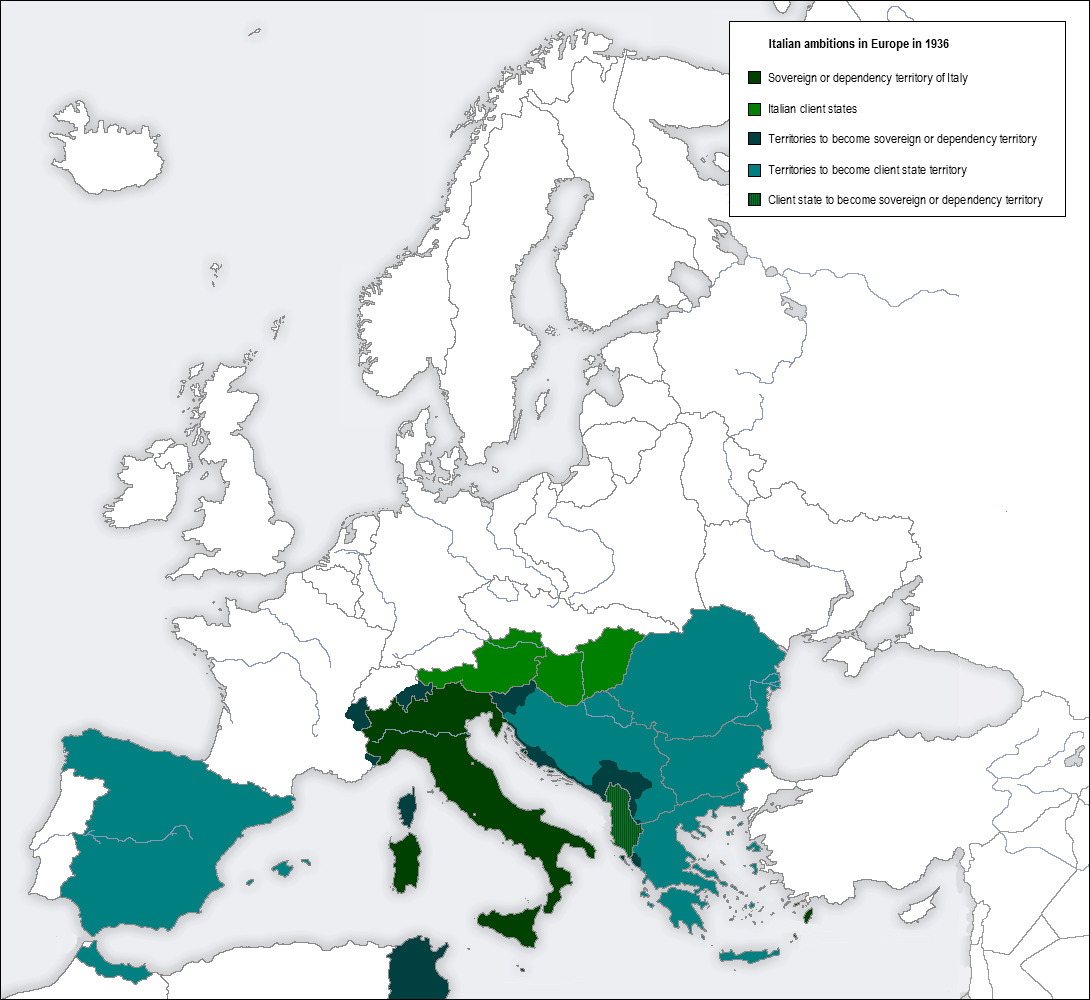
Italské ambice v Evropě roku 1936

V letech 1876–1877, v dobách sbližování Itálie s Německem a Rakouskem byla Itálie svými novými spojenci několikrát vyzvána, aby podnikla výboj do severní Afriky a obsadila Tunis, ve kterém již byla usazena početná italská menšina. Toho se však italská vláda neodhodlala a Tunis byl 1881 obsazen Francií.
Když 5. února 1885 padla egyptská vláda v Chartúmu, Italové využili britsko-egyptského konfliktu a vyslali do Massauy expedici. O dva roky později byl kontingent o pěti stech vojácích zničen početnějšími súdánskými oddíly. V Itálii měla zpráva o porážce velký ohlas (ministr zahraničí hrabě di Robilant rezignoval) a do Etiopie byla vyslána další expedice. V roce 1888 Italové silou Massauu podrobili a zřídili zde kolonii Italská Eritrea.
V roce 1895 etiopský císař Menelik II. upustil od italsko-etiopské úmluvy podepsané v roce 1885, což italská strana vzala jako záminku k invazi do Etiopie. Etiopané získali pomoc carského Ruska, které mělo ve východní Africe své vlastní zájmy. Rusové etiopské císařské armádě dodali velké množství moderní výzbroje, se kterými byla císařská armáda schopna italský nápor odrazit. V důsledku toho se Británie rozhodla postavit rozrůstání ruského vlivu v Africe a deklarovala Etiopii jako sféru italského vlivu. Ze začátku války byly na vrcholu italské nadšení a sebedůvěra a Italové se masově hlásili do armády, doufaje v účast v nadcházející válce.
1. března 1896 však italský koloniální sbor o 15 000 vojácích u Aduy zničila početnější etiopská armáda. a Italové byli nuceni ustoupit do Eritrey. Neúspěch etiopské kampaně nezůstal bez následků a pět dnů po porážce u Aduy podal demisi premiér Francesco Crispi. Etiopské císařství zatím uhájilo svou nezávislost na Itálii i ostatních koloniálních mocnostech, až do další italské invaze v roce 1936 a zřízení Italské východní Afriky, kterou v dalších čtyřech letech druhé světové války osvobozovali Spojenci.
V září roku 1911 Itálie vyhlásila válku Osmanské říši a italská armáda se vylodila v Libyi. Tento krok italské vlády se zpočátku u nacionalistů, katolíků a obyvatel jihu setkal s velkým ohlasem. Protestovali pouze socialisté, včetně mladého Benita Mussoliniho, kteří poukazovali na fakt, že Libye je chudou pustinou, nenabízející kompenzaci za vynaložené italské úsilí. Válka trvala jeden rok a skončila uznáním italské vlády nad Libyí a Dodekanéskými ostrovy. Okupace Libye přinesla řadu zákonů diskriminující domorodé Libyjce a jejich násilné odsuny na Tremitské ostrovy. Každý třetí z těchto uprchlíků zemřel na podvýživu. V obsazení Libye viděli někteří nacionalisté jen potvrzení svých myšlenek, že Itálie je oprávněna vládnout Středomoří obsazením Řecka, jadranského pobřeží v Dalmácii.

#### Giolittiho vláda

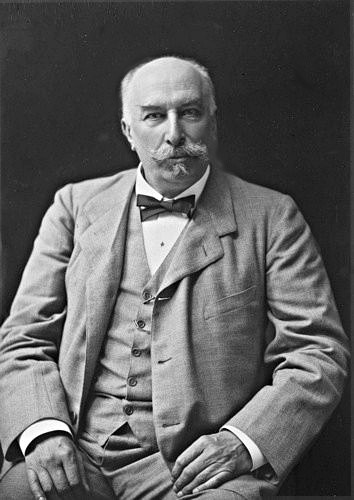
Giovanni Giolitti

V roce 1892 se poprvé stal italským ministerským předsedou Giovanni Giolitti. Ačkoliv jeho vláda rychle následujícího roku padla, Giolitti se roku 1903 vrátil do úřadu premiéra. Jeho vláda byla krátce přerušena v letech 1905–1906, ale poté se v úřadu udržela až do roku 1909. Kvůli manipulacím s volebními výsledky a politickým korupcím býval obviňován z trasformismu. Volební podvody během jeho vlády byly běžnou praxí: Giolitti pomáhal s volbami jen v bohatých oblastech, kde měl největší podporu, zatímco chudší oblasti, kde měla převahu opozice, se snažil izolovat od politiky a jejich obyvatelstvo od voleb zastrašit. Jižní Itálie proto zůstávala zaostalá za premiéra Giolittiho stejně, jako za jeho předchůdců. Čtyři z pěti Jihoitalů byli negramotní a zoufalá situace vyvstala z nepřítomnosti vlastníků půdy a vedla ke vzpourám a nakonec i k hladomoru.
Giolittiho vláda se v zahraniční politice orientovala na uvolnění vztahů v rámci Trojspolku, dobré vztahy s evropskými velmocemi a na rozdíl od Crispiho vlády na utlumení imperiálních výbojů. Italská vláda odložila své plány na ovládnutí Etiopie a v Italském Somálsku byl vyhlášen protektorát. Roku 1911 Giolittiho vláda rozhodla o vyslání vojsk do Libye. Libyjská válka zradikalizovala názory Italské socialistické strany a pozdější fašistický vůdce Benito Mussolini tehdy volal po násilném svržení vlády. Giovanni Giolitti se do premiérského křesla dostal ještě jednou roku 1920, ale éra liberalismu v Itálii byla definitivně pryč.

### Fašistická Itálie

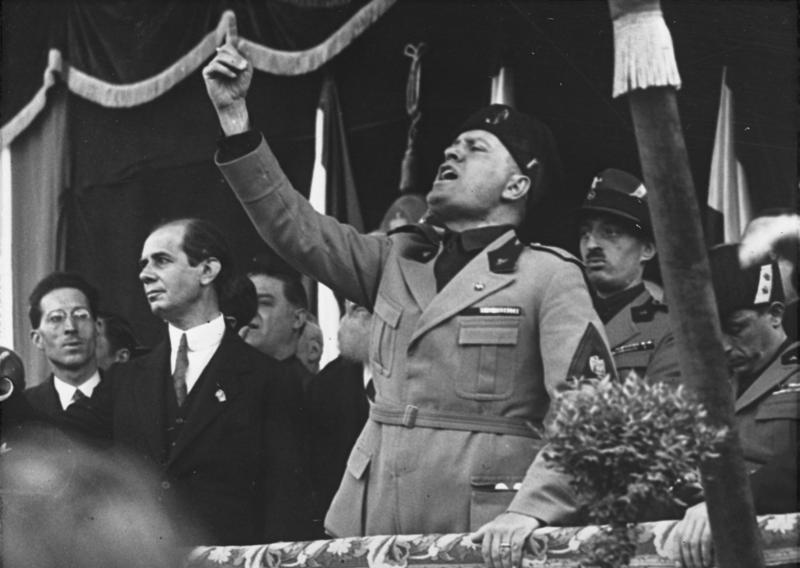
Mussolini v roce 1930, pronášející svůj typicky prožívaný projev

Během vlády Národně fašistické strany pod vedením duceho Benita Mussoliniho (1922–1933) byla Itálie fašisty a italskými nacionalisty vyzdvihována jako pokračovatelka staré Římské říše a rodící se velmoc, byla nazývána jako Italská říše (italsky Impero Italiano), nebo dokonce jako „Nová římská říše“ (italsky Nuovo Impero Romano, latinsky Novum Imperium Romanum), tyto názvy však nebyly oficiální.
Italské království bylo spojencem Německé říše za druhé světové války až do roku 1943. Na zbývající dva roky války a poté, co byl Benito Mussolini sesazen a fašistická strana zakázána, se Italské království přidalo na stranu Spojenců.
Benito Mussolini (1883–1945) byl prvním politikem, kterému se podařilo aplikovat fašismus ve státní praxi. Roku 1919 založil organizaci Fasci italiani di combattimento. Roku 1921 se tato organizace přeměnila ve fašistickou stranu nazvanou Partito nazionale fascista. Mussolini uchopil moc v Itálii 28. října 1922 při takzvaném Pochodu na Řím. Následně ho italský král Viktor Emanuel III. jmenoval ministerským předsedou.

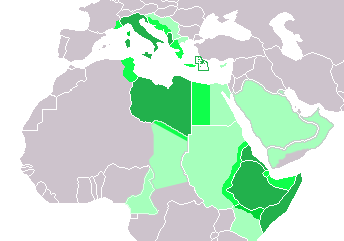
Italské království a území pod faktickou kontrolou (tmavě zeleně), dobyvačné ambice (světle zeleně)

Období do roku 1926 je označováno jako období zákonné diktatury. V první Mussoliniho vládě dokonce převažovali nefašističtí ministři. Během tohoto období, konkrétně 10. června 1924, byl zavražděn socialistický poslanec Giacomo Matteotti, ostrý kritik fašistického hnutí a Mussoliniho osoby zvlášť. Mussolini vraždu odsouhlasil. Proti tomuto legálnímu zločinu se zvedla vlna odporu. Část poslanců dokonce odmítla zasedat, navíc někteří fašisté opustili stranu. Benito Mussolini nakonec 3. ledna 1925 přiznal odpovědnost za vraždu a roku 1926 vyhlásil fašistickou diktaturu s vládou jedné strany.
Fašismus brzy vyústil v agresivní zahraniční politiku italského státu a vedení dobyvačných válek. V roce 1935 Itálie napadla a zčásti dobyla Habeš. Před začátkem druhé světové války se Itálie stala spojencem nacistického Německa. Do války oficiálně vstoupila 10. června 1940, ale již 7. dubna 1939 uskutečnila další agresi, a to napadení Albánie.
Na rozdíl od nacistického Německa a jeho spojenců se však ve fašistické Itálii příliš neuplatil antisemitismus. To bylo dáno nepřítomností antisemitismu ve fašistické ideologii. Mussolini sice na nátlak Hitlera přijal rasové zákony po vzoru norimberských zákonů, k výstavbě koncentračních táborů či deportacím Židů do Německa však nikdy nedošlo.
Italský fašistický režim padl 25. července 1943. Mussolini byl odvolán a uvězněn. Nový italský premiér Badoglio se rozhodl se spojenci spolupracovat. 3. září podepsal kapitulaci, která byla zveřejněna 8. září. Ve stejném měsíci Benito Mussolini za pomoci německých výsadkářů uprchl z vězení a na severu Itálie, okupovaném německými vojsky, stanul v čele Italské sociální republiky s vládou v Salò. Mussolini a jeho milenka byli zavražděni na útěku dne 28. dubna 1945.

### Konec druhé světové války a nastolení republiky
Krátce po skončení druhé světové války, v roce 1946 přívrženci republiky vyvolali referendum, zda má Itálie zůstat monarchií, či se stát republikou. Italové se v referendu vyslovili pro zrušení monarchie a nastolení Italské republiky, kterou je Itálie dodnes.

## Státní symbolika

vlajka:
1861–1946 státní vlajka
1861–1946 národní vlajka a obchodní vlajka
1861–1946 válečná vlajka
1880–1946 královská standarta

velký znak:
1848–1870
1870–1890
1890–1929 1943–1946
1929–1944 velký znak v době fašismu

malý znak & ostatní:
1890–1927 1944–1946
1927–1929
1929–1943 (období fašismu)
orel využívaný pouze na uniformách v době fašismu

ostatní vlajky:
1879–asi 1900 námořní vlajka
asi 1900–1946 námořní vlajka
vlajka italských fašistů typická pro léta 1919–1926
vlajka Národní fašistické strany